# 127/64 Lightweight
Die 127/64 Lightweight, kurz auch 127/64 LW, ist ein schnellfeuerndes Schiffsgeschütz, das von dem italienischen Unternehmen Leonardo S.p.A. hergestellt wird. Der ursprüngliche Hersteller Oto Melara ging 2016 in Leonardo auf.

## Entwicklung und Bezeichnung
Das 127/64 LW ist eine Weiterentwicklung des 127/54 Compact, das aus den 1960er Jahren stammt. Es wird seit den späten 1990er Jahren entwickelt und ist seit 2010 für den Einsatz verfügbar. Die Bezeichnung basiert auf dem Kaliber 127 Millimeter, der Kaliberlänge 64, das heißt einer Rohrlänge von 8128 Millimetern, und der Ausführung als Leichtgewichtsversion (englisch Lightweight), um es auch auf Einheiten einsetzen zu können, die kleiner sind, als es für das 127/54 Compact erforderlich ist.

## Einsatzzweck und Technik
Der Haupteinsatzzweck des Geschützes ist die Bekämpfung von Oberflächenzielen, wie andere Schiffe, und der Beschuss von Landzielen. Es ist beschränkt auch für den Einsatz gegen tieffliegende Flugziele geeignet. Das Geschütz ist für den Einsatz auf mittleren Einheiten, wie Fregatten und Zerstörern, vorgesehen und wird mit dem jeweiligen Gefechtssystem des Schiffes digital oder analog vernetzt. Es kann auch über das CORBA-Protokoll gesteuert werden. Durch die Kompaktheit des Geschützes ist der Einbau auch in schmalen Rumpfsektionen des Schiffes möglich.
Die Verkleidung des Geschützes wurde nach Gesichtspunkten der Tarnkappentechnik (LO, low observability) ausgelegt.

## Magazin und Munition
Das Geschütz ist mit den standardisierten 127-mm-Munitionsfamilien für Seegeschütze der NATO kompatibel. Es wird über vier Trommelmagazine, die je 14 Schuss enthalten, mit Munition versorgt und kann daher verschiedene Munitionsarten verschießen. Ein Nachladen der gerade nicht genutzten Magazine während des Feuerns ist möglich und kann auch über einen automatischen Lader erfolgen. Geschütz und Ladesystem sind so ausgelegt, dass die Munition nach dem Laden wieder vollautomatisch ins Magazin zurückgefördert werden kann. Dadurch wird die Sicherheit erhöht, und es besteht die Möglichkeit, die Munitionsart zu wechseln, um die optimale Munition für ein Ziel auszuwählen.
Alternativ zu konventioneller Munition, die mit einer Reichweite von bis zu 30 Kilometern verschossen wird, kann auch die reichweitengesteigerte Vulcano-Munitionsfamilie verschossen werden, welche die effektive Reichweite des Geschützes auf rund 100 km steigert.

## Verwendung

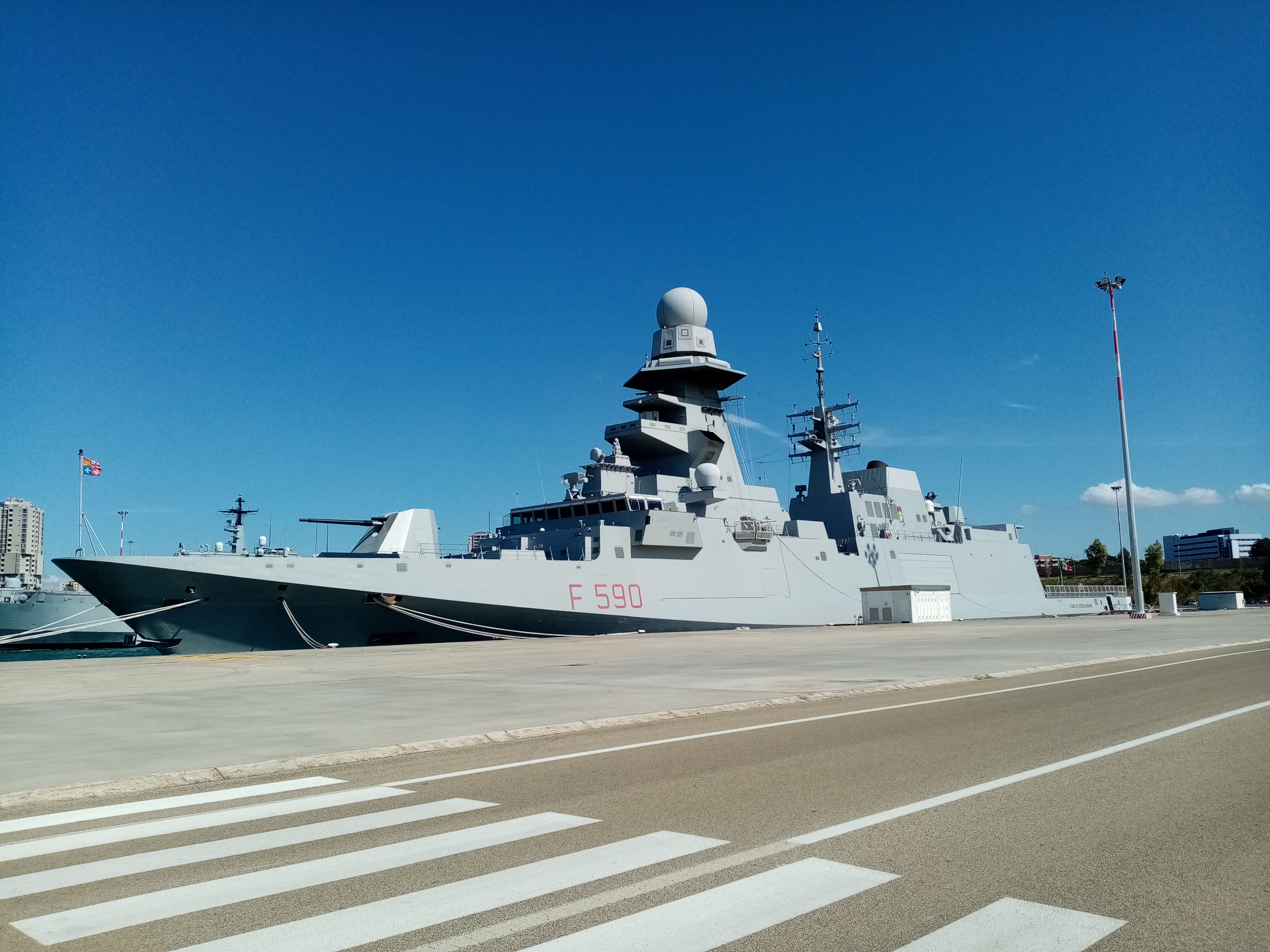
127/64 LW auf der Fregatte Carlo Bergamini (F590)

Das 127/64 Lightweight ist das Hauptgeschütz der F125-Fregatten der Deutschen Marine. Es setzte sich im Auswahlverfahren gegen das MONARC-Konzept von Rheinmetall durch. Am 4. April 2007 wurden fünf Geschütze zum Gesamtpreis von 70 Millionen Euro bestellt.
Auf den im Zulauf befindlichen FREMM-Fregatten (französisch Frégate Multi-Mission oder italienisch Fregata Multi-Missione) der italienischen Marine ist die 127/64 als Geschütz für die Landangriffs-Version vorgesehen. Das erste Schiff der Landangriffs-Version, die Carlo Bergamini (F590), ist seit dem 29. Mai 2013 aktiv in Dienst.